# Grenade GM2L
La grenade modulaire 2 effets lacrymogenes GM2L (ou SAE 820) est une grenade lacrymogène et assourdissante, produite par Alsetex.
Elle est utilisée en France depuis 2018 où elle succède à la grenade GLI-F4.

## Historique
La grenade GM2L est utilisé par les forces de l'ordre françaises depuis 2018. Elle remplace progressivement la grenade lacrymogène instantanée modèle F4 (GLI-F4) à partir de 2020. Jugée dangereuse, elle a été retirée du service après que plusieurs manifestants aient vus leur main arrachée par celle-ci,. La GLI-F4 contenait 26 grammes de TNT, et avait un triple effet lacrymogène, assourdissant et de souffle.
Depuis le 1er juillet 2021, son utilisation est restreinte par une directive du cabinet du ministre de l'Intérieur Gérald Darmanin interdisant le lancement de la grenade à la main, jugeant la grenade défaillante et dangereuse,.
Les grenades GM2L, de la même manière que les grenades GLI-F4, sont classifiées en tant qu'armes de guerre (catégorie A2) dans le Code de la sécurité intérieure.

## Composition
Le gaz lacrymogène de la grenade est composé de 15 grammes de CS et d'une charge explosive de 7 grammes sans trinitrotoluène (TNT). L'enveloppe de la grenade est en plastique polyéthylène élastomère cylindrique de 56 mm de diamètre.
Un corps éjectable, contenant la composition sonore et la poudre lacrymogène, est expulsé sur la trajectoire pour qu'il n'y ait pas de génération d'éclats pouvant causer des dégâts.

## Utilisation
Jugée dangereuse, elle doit être obligatoirement lancée en cloche avec un lanceur spécifique, comme le COUGAR ou le CHOUKA. Selon le lanceur utilisé, elle peut atteindre une distance située entre 40 m et 220 m,. Son utilisation est réservée au personnel titulaire d'une habilitation individuelle conditionné par les résultats d'une formation continue.
En 2022, le ministère de l'Intérieur a commandé 840 000 grenades GM2L.

## Effets
À son explosion, la grenade provoque un effet sonore de 160 dB mesurés à 5 mètres et 155 dB à 10 mètres. Pour rappel, au-delà de 120 dB, même les bruits brefs produisent des dommages irréversibles. Elle ne génère cependant aucun éclat lors de son fonctionnement.
La grenade va disperser du gaz CS pulvérulent (ou lacrymogène) grâce à sa charge pyrotechnique. Le gaz CS entraine, dès l'exposition, une activation intense des voies lacrymales, une irritation des voies respiratoires et des nausées accompagnées de vomissements selon la dose. La salivation est accentuée.

## Controverses

### Danger
Puisqu'elles provoquent des risques du côté de ses utilisateurs comme chez les manifestants, son emploi est fortement controversé. Elles sont considérées par plusieurs ONG comme dangereuses, pouvant provoquer des nombreuses séquelles irréversibles et des blessures graves, conduisant parfois à l'amputation d'un membre. L'IGPN considère que ces grenades présentent une dangerosité réduite, dès lors que ses « règles et les préconisations d'emploi » sont respectées. D'après Amnesty International, les forces de l'ordre les utilisent abusivement, ce qui peut « blesser gravement, voire tuer ».
Pour la Ligue des Droits de l'Homme, le remplacement du modèle GLI-F4 par le GM2L « n'est pas sans risque, sans changement radical de stratégie du maintien de l'ordre ».
Le Monde a dévoilé en 2023 que les personnels de la police et de la gendarmerie française sont formés à effectuer des tirs dangereux, non respectueux des normes de conception.

### Victimes
Le 25 mars 2023, Serge D, un manifestant de 32 ans, se retrouve dans le coma après un traumatisme crânien qui aurait été provoqué par une grenade GM2L pendant une manifestation contre les mégabassines à Sainte-Soline (Deux-Sèvres). Ses parents portent  plainte contre X, notamment pour « tentative de meurtre » et « entrave aux secours », car le véhicule du SAMU venu le secourir aurait été bloqué pendant une heure et demie par les forces de l'ordre,.

### Position des gendarmes
Le gendarme Bertrand Cavallier estime quant à lui que l'interdiction de lancer ces grenades à la main conduit « objectivement à une grande difficulté des forces de l’ordre de maintenir à distance un adversaire très violent ». Selon une note interne de la sous-direction de l'anticipation opérationnelle de la Gendarmerie, lors de la manifestation de Sainte-Soline le 25 mars 2023, seule la grenade GM2L aurait eu de l'effet contre les blacks blocs présents,.

## Fiches techniques
- Rapport sur la "Substitution de la grenade GLI F4 par la grenade GM2L" produit par Alsetex[8]
- Fiche de la "Grenade GM2 lacrymogene" produit par Alsetex[7]